# Mistrzostwa Mołdawii w piłce siatkowej mężczyzn (2022/2023)
Mistrzostwa Mołdawii w piłce siatkowej mężczyzn 2022/2023 (rum. Campionatul Moldovei la volei masculin 2022/2023) – 31. sezon rozgrywek o mistrzostwo Mołdawii w piłce siatkowej zorganizowany przez Mołdawski Związek Piłki Siatkowej (Federația de Volei din Republica Moldova, FVRM). Zainaugurowany został 18 grudnia 2022 roku i trwał do 8 kwietnia 2023 roku.
W mistrzostwach Mołdawii w sezonie 2022/2023 uczestniczyło 6 drużyn. W porównaniu z poprzednim sezonem z rozgrywek wycofał się klub SKA Bendery, a dołączyły zespoły UTM-ȘS Nr 12 i USMF Kiszyniów.
Rozgrywki składały się z fazy zasadniczej oraz fazy play-off. Po raz trzeci mistrzem Mołdawii został klub USM Kiszyniów, który w finałach fazy play-off pokonał Dinamo Tyraspol. Trzecie miejsce zajął DOR-UTM Kiszyniów.
MVP Mistrzostw Mołdawii wybrany został Valeriu Braicov.
W sezonie 2022/2023 żaden mołdawski klub nie występował w europejskich pucharach.

## Drużyny uczestniczące
W najwyższej lidze Mistrzostw Mołdawii w sezonie 2022/2023 uczestniczyło 6 drużyn.
| | Mistrzostwa Mołdawii 2022/2023 |   |
| --- | ------------------------------ | - |
| USM | USM Kiszyniów                  | 1 |
| DOR | DOR-UTM Kiszyniów              | 3 |
| SPE | Speranța-Găgăuzia Vulcănești   | 4 |
| DNT | Dinamo Tyraspol                | 5 |
| | Awans z I ligi                 |   |
| ŞS12 | UTM-ȘS Nr 12                   | 1 |
| USMF | USMF Kiszyniów                 | 5 |
| Oznaczenia: - kolumna pierwsza – skróty nazw drużyn wpisane na mapie (jeśli ta została zamieszczona), - kolumna trzecia – miejsce zajęte przez daną drużynę w poprzednim sezonie. |                                |   |

## Faza zasadnicza

### Tabela wyników
| Gospodarz \ Gość1            | USM | DOR | SPE | DNT | ŞS12 | USMF |
| ---------------------------- | --- | --- | --- | --- | ---- | ---- |
| USM Kiszyniów                | -   | 3:1 | 3:0 | 3:0 | 3:0  | 3:0  |
| DOR-UTM Kiszyniów            | 2:3 | -   | 3:0 | 3:2 | 3:0  | 3:0  |
| Speranța-Găgăuzia Vulcănești | 0:3 | 1:3 | -   | 0:3 | 1:3  | 3:0  |
| Dinamo Tyraspol              | 0:3 | 1:3 | 3:0 | -   | 3:0  | 3:0  |
| UTM-ȘS Nr 12                 | 0:3 | 0:3 | 3:0 | 0:3 | -    | 3:0  |
| USMF Kiszyniów               | 0:3 | 0:3 | 3:0 | 0:3 | 1:3  | -    |

Źródło: Facebook – Moldavian Volleyball Federation (rum.)
1 Drużyna gospodarzy jest wymieniona po lewej stronie tabeli.
Kolory:
  zwycięstwo gospodarzy 3:0 lub 3:1
  zwycięstwo gospodarzy 3:2
  zwycięstwo gości 3:0 lub 3:1
  zwycięstwo gości 3:2

### Terminarz i wyniki spotkań
| Data        | Godz. | Gospodarz                    | Rezultat                                | Gość                         | *      |
| ----------- | ----- | ---------------------------- | --------------------------------------- | ---------------------------- | ------ |
| 1. KOLEJKA  |       |                              |                                         |                              |        |
| 18.12.2022  | 13:00 | Speranța-Găgăuzia Vulcănești | 0:3 (15:25, 18:25, 18:25)               | Dinamo Tyraspol              | raport |
| 22.12.2022  | 18:30 | USMF Kiszyniów               | 0:3 (9:25, 12:25, 20:25)                | USM Kiszyniów                | raport |
| 22.12.2022  | 19:00 | UTM-ȘS Nr 12                 | 0:3 (11:25, 13:25, 12:25)               | DOR-UTM Kiszyniów            | raport |
| 2. KOLEJKA  |       |                              |                                         |                              |        |
| 24.12.2022  | 11:00 | USM Kiszyniów                | 3:0 (25:21, 25:23, 25:14)               | UTM-ȘS Nr 12                 | raport |
| 24.12.2022  | 15:00 | Dinamo Tyraspol              | 3:0 (25:14, 25:10, 25:20)               | USMF Kiszyniów               | raport |
| 24.12.2022  | 14:00 | DOR-UTM Kiszyniów            | 3:0 (25:12, 25:21, 25:14)               | Speranța-Găgăuzia Vulcănești | raport |
| 3. KOLEJKA  |       |                              |                                         |                              |        |
| 15.01.2023  | 13:00 | Dinamo Tyraspol              | 0:3 (24:26, 16:25, 25:27)               | USM Kiszyniów                | raport |
| 15.01.2023  | 13:00 | Speranța-Găgăuzia Vulcănești | 1:3 (25:19, 16:25, 24:26, 23:25)        | UTM-ȘS Nr 12                 | raport |
| 17.01.2023  | 19:00 | DOR-UTM Kiszyniów            | 3:0 (25:10, 25:17, 25:13)               | USMF Kiszyniów               | raport |
| 4. KOLEJKA  |       |                              |                                         |                              |        |
| 21.01.2023  | 12:00 | USM Kiszyniów                | 3:0 (25:19, 25:12, 25:23)               | Speranța-Găgăuzia Vulcănești | raport |
| 21.01.2023  | 15:45 | DOR-UTM Kiszyniów            | 3:2 (25:22, 21:25, 20:25, 25:21, 15:10) | Dinamo Tyraspol              | raport |
| 24.01.2023  | 18:30 | UTM-ȘS Nr 12                 | 3:0 (25:18, 25:20, 25:8)                | USMF Kiszyniów               | raport |
| 5. KOLEJKA  |       |                              |                                         |                              |        |
| 28.01.2023  | 15:45 | DOR-UTM Kiszyniów            | 2:3 (20:25, 25:23, 18:25, 25:18, 7:15)  | USM Kiszyniów                | raport |
|             |       | USMF Kiszyniów               | 3:0                                     | Speranța-Găgăuzia Vulcănești |        |
| 29.01.2023  | 14:00 | UTM-ȘS Nr 12                 | 0:3 (25:27, 24:26, 21:25)               | Dinamo Tyraspol              | raport |
| 6. KOLEJKA  |       |                              |                                         |                              |        |
| 03.02.2023  | 20:00 | DOR-UTM Kiszyniów            | 3:0 (25:22, 25:19, 25:21)               | UTM-ȘS Nr 12                 | raport |
| 04.02.2023  | 11:00 | USM Kiszyniów                | 3:0 (25:16, 25:16, 25:9)                | USMF Kiszyniów               | raport |
| 04.02.2023  | 13:00 | Dinamo Tyraspol              | 3:0 (25:17, 25:19, 25:15)               | Speranța-Găgăuzia Vulcănești | raport |
| 7. KOLEJKA  |       |                              |                                         |                              |        |
| 11.02.2023  | 15:45 | UTM-ȘS Nr 12                 | 0:3 (18:25, 18:25, 11:25)               | USM Kiszyniów                | raport |
| 12.02.2023  | 12:00 | USMF Kiszyniów               | 0:3 (18:25, 19:25, 13:25)               | Dinamo Tyraspol              | raport |
| 12.02.2023  | 13:00 | Speranța-Găgăuzia Vulcănești | 1:3 (22:25, 20:25, 25:23, 19:25)        | DOR-UTM Kiszyniów            | raport |
| 8. KOLEJKA  |       |                              |                                         |                              |        |
| 17.02.2023  | 20:30 | DOR-UTM Kiszyniów            | 3:0 (25:14, 25:8, 25:9)                 | USMF Kiszyniów               | raport |
| 18.02.2023  | 12:00 | USM Kiszyniów                | 3:0 (25:14, 26:24, 25:23)               | Dinamo Tyraspol              | raport |
| 18.02.2023  | 15:45 | UTM-ȘS Nr 12                 | 3:0 (25:14, 25:14, 25:22)               | Speranța-Găgăuzia Vulcănești | raport |
| 9. KOLEJKA  |       |                              |                                         |                              |        |
| 23.02.2023  | 18:30 | USMF Kiszyniów               | 1:3 (12:25, 17:25, 25:18, 19:25)        | UTM-ȘS Nr 12                 | raport |
|             |       | Speranța-Găgăuzia Vulcănești | 0:3                                     | USM Kiszyniów                |        |
| 26.02.2023  | 13:00 | Dinamo Tyraspol              | 1:3 (23:25, 24:26, 25:16, 26:28)        | DOR-UTM Kiszyniów            | raport |
| 10. KOLEJKA |       |                              |                                         |                              |        |
| 04.03.2023  | 12:00 | USM Kiszyniów                | 3:1 (25:22, 26:24, 20:25, 25:18)        | DOR-UTM Kiszyniów            | raport |
| 05.03.2023  | 15:00 | Dinamo Tyraspol              | 3:0 (25:20, 25:19, 25:10)               | UTM-ȘS Nr 12                 | raport |
|             |       | Speranța-Găgăuzia Vulcănești | 3:0 (25:22, 25:20, 25:16)               | USMF Kiszyniów               | raport |

### Tabela
| Lp. | Drużyna                      | Pkt | Mecze | Mecze | Mecze | Rodzaj wyniku | Rodzaj wyniku | Rodzaj wyniku | Rodzaj wyniku | Rodzaj wyniku | Rodzaj wyniku | Sety | Sety | Sety  |
| Lp. | Drużyna                      | Pkt | M     | W     | P     | 3:0           | 3:1           | 3:2           | 2:3           | 1:3           | 0:3           | wyg. | prz. | stos. |
| --- | ---------------------------- | --- | ----- | ----- | ----- | ------------- | ------------- | ------------- | ------------- | ------------- | ------------- | ---- | ---- | ----- |
| 1   | USM Kiszyniów                | 29  | 10    | 10    | 0     | 8             | 1             | 1             | 0             | 0             | 0             | 30   | 3    | 10    |
| 2   | DOR-UTM Kiszyniów            | 24  | 10    | 8     | 2     | 5             | 2             | 1             | 1             | 1             | 0             | 27   | 10   | 2.7   |
| 3   | Dinamo Tyraspol              | 19  | 10    | 6     | 4     | 6             | 0             | 0             | 1             | 1             | 2             | 21   | 12   | 1.75  |
| 4   | UTM-ȘS Nr 12                 | 12  | 10    | 4     | 6     | 2             | 2             | 0             | 0             | 0             | 6             | 12   | 20   | 0.6   |
| 5   | Speranța-Găgăuzia Vulcănești | 3   | 10    | 1     | 9     | 1             | 0             | 0             | 0             | 2             | 7             | 5    | 27   | 0.19  |
| 6   | USMF Kiszyniów               | 3   | 10    | 1     | 9     | 1             | 0             | 0             | 0             | 1             | 8             | 4    | 27   | 0.15  |

Źródło: Facebook – Moldavian Volleyball Federation (rum.)
Punktacja: 3:0 i 3:1 – 3 pkt; 3:2 – 2 pkt; 2:3 – 1 pkt; 1:3 i 0:3 – 0 pkt
Zasady ustalania kolejności: 1. liczba punktów; 2. liczba zwycięstw; 3. stosunek setów; 4. stosunek małych punktów
     Faza play-off

## Faza play-off

### Półfinały
(do dwóch zwycięstw)
| Data                  | Godz.                 | Gospodarz             | Rezultat                                | Gość                | *                   |
| --------------------- | --------------------- | --------------------- | --------------------------------------- | ------------------- | ------------------- |
| USM Kiszyniów (1)     | USM Kiszyniów (1)     | USM Kiszyniów (1)     | 2 – 0                                   | (4) UTM-ȘS Nr 12    | (4) UTM-ȘS Nr 12    |
| 11.03.2023            | 12:00                 | USM Kiszyniów         | 3:0 (25:16, 25:14, 25:17)               | UTM-ȘS Nr 12        | raport              |
| 18.03.2023            | 16:00                 | UTM-ȘS Nr 12          | 0:3 (24:26, 24:26, 14:25)               | USM Kiszyniów       | raport              |
| DOR-UTM Kiszyniów (2) | DOR-UTM Kiszyniów (2) | DOR-UTM Kiszyniów (2) | 0 – 2                                   | (3) Dinamo Tyraspol | (3) Dinamo Tyraspol |
| 11.03.2023            | 15:45                 | DOR-UTM Kiszyniów     | 1:3 (26:24, 20:25, 20:25, 23:25)        | Dinamo Tyraspol     | raport              |
| 19.03.2023            | 13:00                 | Dinamo Tyraspol       | 3:2 (27:25, 25:22, 26:28, 19:25, 15:13) | DOR-UTM Kiszyniów   | raport              |

### Finały
(do trzech zwycięstw)
| Data              | Godz.             | Gospodarz         | Rezultat                         | Gość                | *                   |
| ----------------- | ----------------- | ----------------- | -------------------------------- | ------------------- | ------------------- |
| USM Kiszyniów (1) | USM Kiszyniów (1) | USM Kiszyniów (1) | 3 – 0                            | (3) Dinamo Tyraspol | (3) Dinamo Tyraspol |
| 01.04.2023        | 12:00             | USM Kiszyniów     | 3:1 (25:18, 23:25, 25:23, 25:21) | Dinamo Tyraspol     | raport              |
| 05.04.2023        | 20:30             | USM Kiszyniów     | 3:0 (25:22, 25:15, 25:16)        | Dinamo Tyraspol     | raport              |
| 08.04.2023        | 19:00             | Dinamo Tyraspol   | 1:3 (20:25, 25:23, 22:25, 13:25) | USM Kiszyniów       | raport              |

## Nagrody indywidualne
| Nagroda                        | Zawodnik                                         | Klub                                             |
| ------------------------------ | ------------------------------------------------ | ------------------------------------------------ |
| MVP                            | Valeriu Braicov                                  | USM Kiszyniów                                    |
| Najlepszy atakujący            | Ion Moisei                                       | USM Kiszyniów                                    |
| Najlepszy zawodnik uniwersalny | Egor Dobcis                                      | Dinamo Tyraspol                                  |
| Najlepszy rozgrywający         | Daniil Cozlovschii                               | USM Kiszyniów                                    |
| Najlepszy środkowy             | Mihai Hangan                                     | USM Kiszyniów                                    |
| Najlepszy libero               | Adrian Cecoi                                     | DOR-UTM Kiszyniów                                |
| Najlepsi sędziowie             | Taran Andrei Vitalie Fistican Veaceslav Prozorov | Taran Andrei Vitalie Fistican Veaceslav Prozorov |
| Źródło:                        |                                                  |                                                  |